# Wittenberg (Wisconsin)
Wittenberg é uma vila localizada no estado norte-americano de Wisconsin, no Condado de Shawano.

## Demografia
Segundo o censo norte-americano de 2000, a sua população era de 1177 habitantes.
Em 2006, foi estimada uma população de 1116, um decréscimo de 61 (-5.2%).

## Geografia
De acordo com o United States Census Bureau tem uma área de
4,2 km², dos quais 4,2 km² cobertos por terra e 0,0 km² cobertos por água. Wittenberg localiza-se a aproximadamente 359 m acima do nível do mar.

## Localidades na vizinhança
O diagrama seguinte representa as localidades num raio de 16 km ao redor de Wittenberg.